# Krakowskie Osady
Krakowskie Osady – część wsi Lipiny, w Polsce, w województwie wielkopolskim, w powiecie chodzieskim, w gminie Margonin.
W latach 1975–1998 miejscowość należała administracyjnie do województwa pilskiego.